# 1950년 FIFA 월드컵 예선
1950년 FIFA 월드컵 예선은 1950년 FIFA 월드컵 본선 참가국을 결정하기 위한 예선 대회로 총 34개국이 참가를 신청하였는데, 16장의 본선 진출권 가운데 브라질이 개최국 자격으로 자동 진출하였고, 이탈리아가 지난 대회 우승 팀 자격으로 자동 진출하여, 14장의 진출권을 놓고 예선을 치렀다.
1950년 FIFA 월드컵에 출전하게 될 14개의 티켓은 배분은 아래와 같이 이루어졌다.
- 유럽 : 8장 (18개 팀), 7장 (본선 직행) + 1장 (전년도 우승 팀 이탈리아)
- 남아메리카 : 5장 (7개 팀), 4장 (본선 직행) + 1장 (개최국 브라질)
- 북아메리카 : 2장 (3개 팀)
- 아시아 : 1장 (4개 팀)

## 지역 예선

### 유럽
독일은 제2차 세계 대전을 이유로 FIFA로부터 출전 자격을 박탈당함.
1조 - 잉글랜드, 스코틀랜드 본선 진출. (스코틀랜드는 나중에 기권함)
2조 - 
1차 예선 - 터키 최종 예선 진출.
최종 예선 - 오스트리아의 기권으로 터키가 자동으로 본선 진출. (나중에 기권함)
3조 - 
1차 예선 - 유고슬라비아 최종 예선 진출.
최종 예선 - 유고슬라비아 본선 진출. (스코틀랜드와 터키의 기권 후 프랑스는 FIFA의 본선 참가 요청을 수용하였지만 나중에 기권함)
4조 - 
1차 예선 - 스위스 최종 예선 진출.
최종 예선 - 벨기에의 기권으로 스위스가 자동으로 본선 진출.
5조 - 핀란드의 중도 기권으로 스웨덴이 자동으로 본선 진출.
6조 - 스페인 본선 진출. (스코틀랜드와 터키의 기권 후 포르투갈은 FIFA의 본선 참가 요청을 거절함)

### 남미

#### 7조
| 팀         | 경기   | 승     | 무     | 패     | 득     | 실     | 차     | 승점   |
| ---------- | ------ | ------ | ------ | ------ | ------ | ------ | ------ | ------ |
| 볼리비아   | 부전승 | 부전승 | 부전승 | 부전승 | 부전승 | 부전승 | 부전승 | 부전승 |
| 칠레       | 부전승 | 부전승 | 부전승 | 부전승 | 부전승 | 부전승 | 부전승 | 부전승 |
| 아르헨티나 | 기권   | 기권   | 기권   | 기권   | 기권   | 기권   | 기권   | 기권   |

브라질 축구 협회와의 갈등으로 아르헨티나가 기권하면서 칠레, 볼리비아가 자동으로 본선 진출.

#### 8조
| 팀       | 경기   | 승     | 무     | 패     | 득     | 실     | 차     | 승점   |
| -------- | ------ | ------ | ------ | ------ | ------ | ------ | ------ | ------ |
| 우루과이 | 부전승 | 부전승 | 부전승 | 부전승 | 부전승 | 부전승 | 부전승 | 부전승 |
| 파라과이 | 부전승 | 부전승 | 부전승 | 부전승 | 부전승 | 부전승 | 부전승 | 부전승 |
| 에콰도르 | 기권   | 기권   | 기권   | 기권   | 기권   | 기권   | 기권   | 기권   |
| 페루     | 기권   | 기권   | 기권   | 기권   | 기권   | 기권   | 기권   | 기권   |

페루, 에콰도르의 기권으로 우루과이, 파라과이가 자동으로 본선 진출.

### 북중미카리브
9조 - 멕시코, 미국 본선 진출.

### 아시아
일본은 독일과 같은 이유로 FIFA로부터 출전 자격을 박탈당했고 대한민국은 6.25전쟁 참가로 참가 신청서 분실 및 참가 박탈

#### 10조
| 팀         | 경기   | 승     | 무     | 패     | 득     | 실     | 차     | 승점   |
| ---------- | ------ | ------ | ------ | ------ | ------ | ------ | ------ | ------ |
| 인도       | 부전승 | 부전승 | 부전승 | 부전승 | 부전승 | 부전승 | 부전승 | 부전승 |
| 버마       | 기권   | 기권   | 기권   | 기권   | 기권   | 기권   | 기권   | 기권   |
| 인도네시아 | 기권   | 기권   | 기권   | 기권   | 기권   | 기권   | 기권   | 기권   |
| 필리핀     | 기권   | 기권   | 기권   | 기권   | 기권   | 기권   | 기권   | 기권   |

미얀마(당시 버마), 필리핀, 인도네시아의 기권으로 인도가 자동으로 본선 진출했지만 본선이 개막하기도 전에 기권하면서 결과적으로 아시아에서는 어떤 나라도 본선에 진출하지 못했다.

## 본선 진출국
| 팀           | 참가 자격               | 본선 진출 확정일 | 통산 출전 횟수 | 마지막 진출 | 연속 진출 횟수 | 역대 최고 성적    |
| ------------ | ----------------------- | ---------------- | -------------- | ----------- | -------------- | ----------------- |
| 이탈리아(C)  | 1938년 FIFA 월드컵 우승 | 1938년 6월 19일  | 3              | 1938        | 3              | 우승 (1934, 1938) |
| 브라질(H)    | 개최국                  | 1946년 7월 26일  | 4              | 1938        | 4              | 3위 (1938)        |
| 멕시코       | 북중미 예선 9조 1위     | 1949년 9월 25일  | 2              | 1930        | 1              | 조별 리그 (1930)  |
| 미국         | 북중미 예선 9조 2위     | 1949년 9월 25일  | 3              | 1934        | 1              | 4위 (1930)        |
| 스웨덴       | 유럽 예선 5조 1위       | 1949년 11월 13일 | 3              | 1938        | 3              | 4위 (1938)        |
| 잉글랜드     | 유럽 예선 1조 1위       | 1949년 11월 16일 | 1              | 첫 출전     | 1              | 첫 출전           |
| 스코틀랜드*  | 유럽 예선 1조 2위       | 1949년 11월 16일 | 1              | 첫 출전     | 1              | 첫 출전           |
| 유고슬라비아 | 유럽 예선 3조 승자      | 1949년 12월 11일 | 2              | 1930        | 1              | 3위 (1930)        |
| 스위스       | 유럽 예선 4조 승자      | 1949년 (추정)    | 3              | 1938        | 3              | 8강 (1934, 1938)  |
| 튀르키예*    | 유럽 예선 2조 승자      | 1950년 (추정)    | 1              | 첫 출전     | 1              | 첫 출전           |
| 스페인       | 유럽 예선 6조 승자      | 1950년 4월 9일   | 2              | 1934        | 1              | 8강 (1934)        |
| 볼리비아     | 남미 예선 7조 승자      | 1950년 (추정)    | 2              | 1930        | 1              | 조별 리그 (1930)  |
| 칠레         | 남미 예선 7조 승자      | 1950년 (추정)    | 2              | 1930        | 1              | 조별 리그 (1930)  |
| 우루과이     | 남미 예선 8조 승자      | 1950년 (추정)    | 2              | 1930        | 1              | 우승 (1930)       |
| 파라과이     | 남미 예선 8조 승자      | 1950년 (추정)    | 2              | 1930        | 1              | 조별 리그 (1930)  |
| 인도*        | 아시아 예선 승자        | 1950년 (추정)    | 1              | 첫 출전     | 1              | 첫 출전           |

- (H) - 개최국으로서 자동 진출

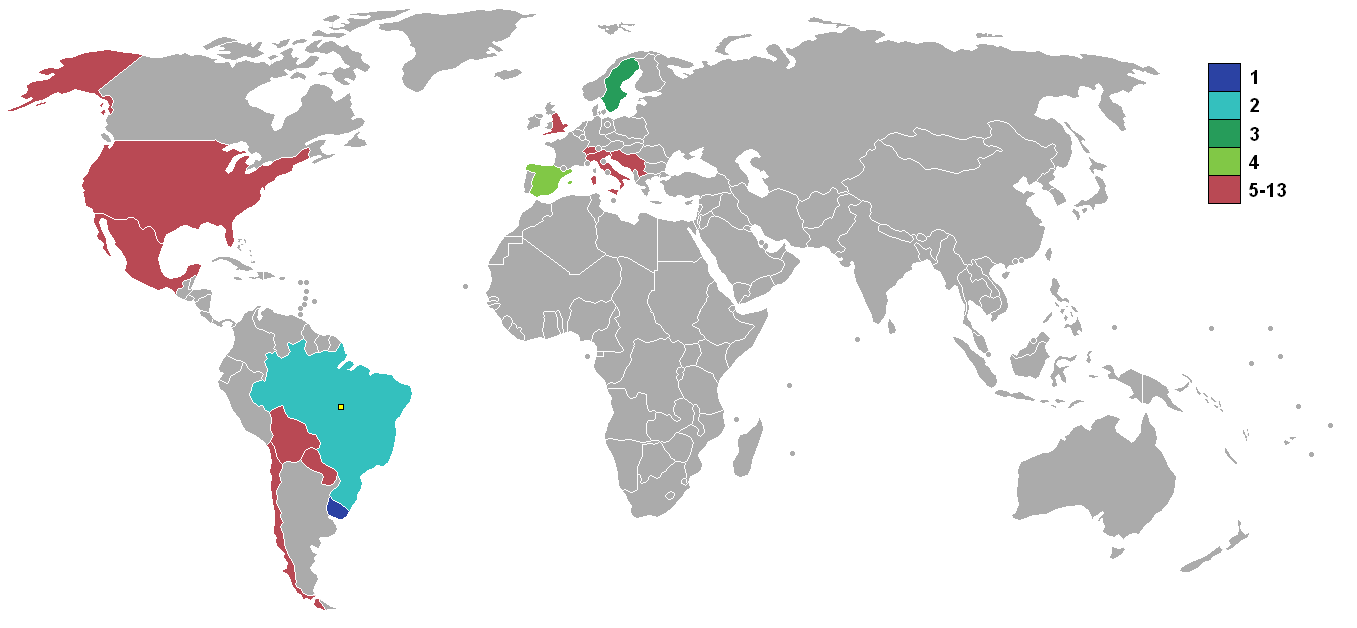
1950년 FIFA 월드컵 본선 진출국

- (C) - 1938년 FIFA 월드컵 우승 팀으로서 자동 진출
- * - 본선 시작 전 기권